# Fernando Maximiliano de Baden-Baden
Fernando Maximiliano de Baden-Baden, príncipe heredero de Baden-Baden (Baden-Baden, 23 de septiembre de 1625 - Heidelberg, 4 de noviembre de 1669) fue el padre del famoso general Luis Guillermo de Baden-Baden.
Nacido en Baden-Baden, era el hijo mayor del margrave Guillermo I de Baden-Baden y Catalina Úrsula de Hohenzollern-Hechingen. Fernando Maximiliano estaba destinado a seguir los pasos de su padre como Margrave de Baden-Baden, pero murió antes que su padre en un accidente de caza.

## Matrimonio
Fernando Maximiliano se casó en la iglesia de San Eustaquio en París el 15 de marzo de 1653 con la princesa Luisa Cristina de Saboya-Carignano (1627-1689), hija de Tomás Francisco de Saboya-Carignano y la tía del príncipe Eugenio de Saboya.
Su contrato de matrimonio, firmado el 15 de marzo de 1653, se conserva en el Instituto de Francia, entre los manuscritos de la colección Godefroy.
El matrimonio no fue bien avenido. La esposa dio a luz a un hijo el 8 de abril de 1655, Luis Guillermo, cuyo padrino fue el rey Luis XIV de Francia. Tres meses más tarde, Luisa Cristina de Saboya se negó a salir de la refinada corte francesa y seguir a su marido a Baden-Baden. Fernando Maximiliano secuestró a continuación a su hijo en Paris y lo llevó a Baden-Baden. A pesar de ello, Luisa Cristina continuó en la corte francesa y vivieron separados.··
Como consecuencia Luis Guillermo no fue criado por su madre, sino por la segunda esposa de su abuelo, María Magdalena de Oettingen-Baldern.

## Muerte
En octubre de 1669, visitó Heidelberg en compañía de su padre, Guillermo I de Baden-Baden, su hermano menor, Leopoldo Guillermo (16 de septiembre de 1626 - 1 de marzo de 1671) y su hijo, de 14 años, y el príncipe Carlos I Luis del Palatinado. Querían disfrutar de una cacería, se metió en el carro con los cuatro huéspedes, cada uno con un arma cargada a su lado. La de Fernando Maximiliano se disparó accidentalmente y le hirió la mano. Los cirujanos tardaron en amputársela y murió pocos días después.